# Christiaan van Nassau-Dillenburg
Christiaan (Dillenburg, 12 augustus 1688 - Straßebersbach, 28 augustus 1739) was van 1724 tot 1739 de laatste vorst van Nassau-Dillenburg.
Christiaan was het achtste kind van Hendrik van Nassau-Dillenburg en Dorothea Elisabeth van Silezië-Liegnitz-Brieg. Omdat hij zijn ouders al jong verloor nam zijn oudere broer Willem II de opvoeding op zich. Willem zond hem met zijn hofmeester Gustav von Moltke naar de Universiteit Leiden, waar hij voornamelijk wiskunde studeerde.
In maart 1708 trad hij als kapitein in Nederlandse dienst. Hij werd in 1711 kolonel en streed in de Spaanse Successieoorlog tegen de Fransen. Na de Vrede van Utrecht keerde hij terug naar Duitsland, waar hij meestal te Hadamar resideerde en na de dood van zijn broer Willem II de regering van het vorstendom Nassau-Dillenburg op zich nam. In 1725 huwde hij Isabella Charlotte van Nassau-Dietz, een dochter van stadhouder Hendrik Casimir II van Nassau-Dietz. De verbintenis bleef kinderloos.
Met het uitsterven van de protestantse tak van Nassau-Siegen met Frederik Willem II (1734) en de dood van Emanuel Ignatius (1735), regent van de katholieke tak namens de kinderloze verdreven vorst Willem Hyacint, resteerden in de Ottoonse linie van het huis Nassau nog slechts de takken Nassau-Dillenburg en Nassau-Dietz (Oranje-Nassau). Christiaan nam met Willem IV van Oranje-Nassau Nassau-Siegen in bezit. Hun aanspraken werden aanvankelijk bestreden door Maximiliaan Willem Adolf, een vermeende zoon van Emanuel Ignatius. Zijn pretentie werd echter als onrechtmatig bestempeld en in 1738 bevestigde keizer Karel VI de beide vorsten als heersers van Nassau-Siegen.
Als hoofd van de Ottoonse linie sloot Christiaan in 1736 een overeenkomst met Karel August van Nassau-Weilburg, het hoofd van de Walramse linie, die regelde dat beide takken bij uitsterven elkaars gebied zouden erven. Christiaan stierf in 1739 kinderloos en werd op 15 oktober 1739 bijgezet in de grafkelder in de Evangelische Stadskerk in Dillenburg. Zijn land viel toe aan Nassau-Dietz.